# لعلاليش (ابن معاشو)
لعلاليش هي إحدى مشيخات المملكة المغربية، تتبع جغرافيا لإقليم برشيد وإداريًا لابن معاشو. يقدر عدد سكانها بـ 4912 نسمة حسب الإحصاء الرسمي للسكان والسكنى لسنة 2004.